# سانجر (كاليفورنيا)
سانجر (بالإنجليزية: Sanger )‏ هي إحدى مدن مقاطعة فريسنو، كاليفورنيا. تم إعطاءها لقب مدينة في 9 مايو، 1911.

## التركيبة السكانية
حدّد مكتب تعداد الولايات المتحدة بيانات التركيبة السكانية لسانجر في تعداد الولايات المتحدة. في ما يلي، التركيبة السكانية حسب تعدادي 2000 و2010.

### تعداد عام 2000
بلغ عدد سكان سانجر 18,931 نسمة بحسب تعداد عام 2000، وبلغ عدد الأسر 5,220 أسرة وعدد العائلات 4,308 عائلة مقيمة في المدينة. في حين سجلت الكثافة السكانية 1,268.8 نسمة لكل كيلومتر مربع (3,286.2/ميل2). وبلغ عدد الوحدات السكنية 5,420 وحدة بمتوسط كثافة قدره 363.3 لكل كيلومتر مربع (940.9/ميل2).
وتوزع التركيب العرقي للمدينة بنسبة 49.53% من البيض و0.42% من الأمريكيين الأفارقة و1.20% من الأمريكيين الأصليين و1.96% من الأمريكيين ذوي الأصول الآسيوية و0.08% من سكان جزر المحيط الهادئ و43.16% من الأعراق الأخرى و3.64% من عرقين مختلطين أو أكثر و80.92% من الهسبانيون أو اللاتينيون من أي عرق.
بلغ عدد الأسر 5,220 أسرة كانت نسبة 54.7% منها لديها أطفال تحت سن الثامنة عشر تعيش معهم، وبلغت نسبة الأزواج القاطنين مع بعضهم البعض 57.2% من أصل المجموع الكلي للأسر، ونسبة 17.5% من الأسر كان لديها معيلات من الإناث دون وجود شريك، بينما كانت نسبة 7.8% من الأسر لديها معيلون من الذكور دون وجود شريكة وكانت نسبة 17.5% من غير العائلات. تألفت نسبة 14.3% من أصل جميع الأسر من عدة أفراد يعيشون في نفس المنزل ونسبة 8.4% كانت تتألف من شخص يعيش بمفرده يبلغ من العمر 65 عاماً أو أكثر. وبلغ متوسط حجم الأسرة المعيشية 3.60، أما متوسط حجم العائلات فبلغ 3.91.
بلغ العمر الوسطي للسكان 28.1 عاماً. وكانت نسبة 34.1% من القاطنين تحت سن الثامنة عشر، وكانت نسبة 11.5% بين الثامنة عشر والرابعة والعشرين عاماً، ونسبة 27.7% كانت واقعةً في الفئة العمرية ما بين الخامسة والعشرين والرابعة والأربعين عاماً، ونسبة 16.5% كانت ما بين الخامسة والأربعين والرابعة والستين، ونسبة 9.5% كانت ضمن فئة الخامسة والستين عاماً فما فوق. يوجد لكل 100 أنثى 100.9 ذكر، ويوجد لكل 100 أنثى في الثامنة عشر من عمرها فما فوق 99.8 ذكر.
بلغ متوسط دخل الأسرة في المدينة 32,072 دولارًا، أما متوسط دخل العائلة فبلغ 33,219 دولارًا. وكان متوسط دخل الذكور 26,443 دولارًا مقابل 22,808 دولارًا للإناث. وسجل دخل الفرد الخاص بالمدينة 11,625 دولارًا. وكانت نسبة 21% من العائلات ونسبة 23.7% من السكان تحت خط الفقر، وكان من هؤلاء نسبة 30.5% تحت سن الثامنة عشر ونسبة 15.7% في الخامسة والستين من العمر وما فوق.

### تعداد عام 2010
بلغ عدد سكان سانجر 24,270 نسمة بحسب تعداد عام 2010، وبلغ عدد الأسر 6,659 أسرة وعدد العائلات 5,577 عائلة مقيمة في المدينة. في حين سجلت الكثافة السكانية 1,626.7 نسمة لكل كيلومتر مربع (4,213.1/ميل2). وبلغ عدد الوحدات السكنية 7,104 وحدة بمتوسط كثافة قدره 476.1 لكل كيلومتر مربع (1,233.1/ميل2).
وتوزع التركيب العرقي للمدينة بنسبة 59.56% من البيض و0.90% من الأمريكيين الأفارقة و1.28% من الأمريكيين الأصليين و3.12% من الأمريكيين ذوي الأصول الآسيوية و0.16% من سكان جزر المحيط الهادئ و31.50% من الأعراق الأخرى و3.48% من عرقين مختلطين أو أكثر و80.50% من الهسبانيون أو اللاتينيون من أي عرق.
بلغ عدد الأسر 6,659 أسرة كانت نسبة 55.1% منها لديها أطفال تحت سن الثامنة عشر تعيش معهم، وبلغت نسبة الأزواج القاطنين مع بعضهم البعض 56.1% من أصل المجموع الكلي للأسر، ونسبة 19.2% من الأسر كان لديها معيلات من الإناث دون وجود شريك، بينما كانت نسبة 8.5% من الأسر لديها معيلون من الذكور دون وجود شريكة وكانت نسبة 16.2% من غير العائلات. تألفت نسبة 13.4% من أصل جميع الأسر من عدة أفراد يعيشون في نفس المنزل ونسبة 6.9% كانت تتألف من شخص يعيش بمفرده يبلغ من العمر 65 عاماً أو أكثر. وبلغ متوسط حجم الأسرة المعيشية 3.62، أما متوسط حجم العائلات فبلغ 3.90.
بلغ العمر الوسطي للسكان 29.2 عاماً. وكانت نسبة 33.6% من القاطنين تحت سن الثامنة عشر، وكانت نسبة 10.5% بين الثامنة عشر والرابعة والعشرين عاماً، ونسبة 27.5% كانت واقعةً في الفئة العمرية ما بين الخامسة والعشرين والرابعة والأربعين عاماً، ونسبة 18.9% كانت ما بين الخامسة والأربعين والرابعة والستين، ونسبة 9.4% كانت ضمن فئة الخامسة والستين عاماً فما فوق. وتوزع التركيب الجنسي للسكان بنسبة 49.4% ذكور و50.6% إناث.

## أعلام
- إدوارد دين برايس
- توم فلوريس